# 2018年1月中國大陸

## 1月1日
- 凌晨，长沙警察打狗事件中的持棍警员家门口被人送来花圈。此前湖南省长沙市公安局天心分局向媒体发放此12月31日警员以木棍打死的金毛犬，身亡前被拍摄到多次攻击路人的监控视频。而事发后，当事派出所接到来自全国的关注民众的电话，持棍警员也收到大量电话与恐吓短信[1]。
- 北京地铁西郊线一列空车在香山站站前交叉渡线发生挤岔脱轨事故，无人受伤，该列车当晚在复轨后又发生放飏事故[2]。

## 1月2日
- 中央芭蕾舞团不服北京西城法院对其与《红色娘子军》原作者梁信间的版权纠纷的裁决，发布公开声明，拒绝支付版权费并指责法院未维护其利益[3]。
- 北京航空航天大学博士毕业生罗茜茜在个人微博发表文章，指控副导师陈小武对其性骚扰，事件引起校方和公众关注[4]。

## 1月5日

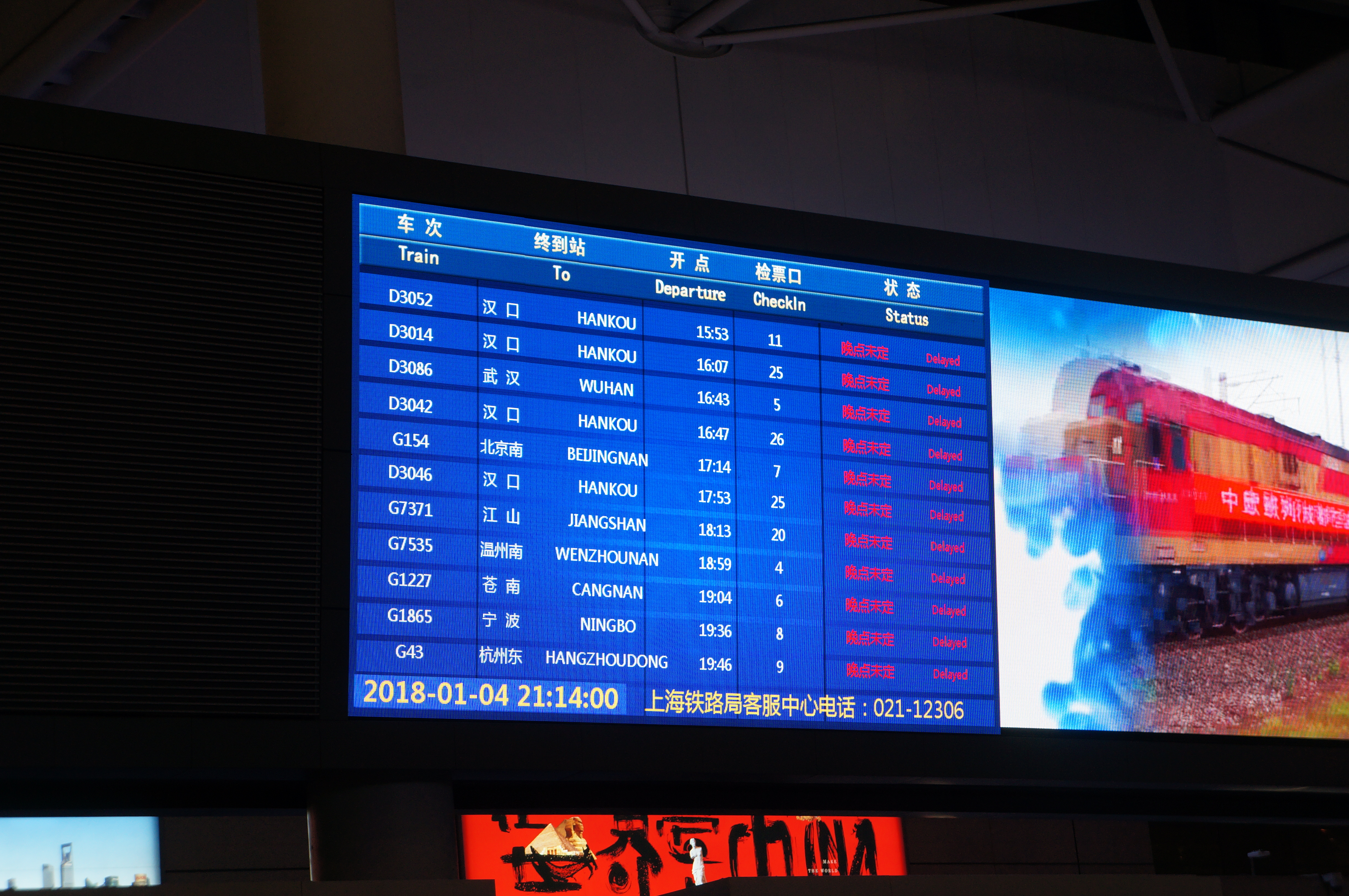
雪灾造成上海虹桥站大量列车晚点或停运

- 國家減災辦發放資訊，截至5日11时，1月2日以来的暴雪灾害，造成華中和華東5省10人死亡，56．7万人受灾。1月2日以来，陕西、河南、湖北、安徽、江苏等地先后受大雪或暴雪侵襲，導致部分地區房屋、農業和電力基礎設施受損，交通受阻[5]。
- 爱狗人士为长沙警察打狗事件讨要说法围堵湖南省驻京办[6]。

## 1月8日
- 南京理工大学教授、中国工程院院士王泽山和中国疾病预防控制中心病毒病所研究员、中国工程院院士侯云德，获国家最高科学技术奖[7]。

## 1月10日
- 人民教育出版社新版歷史教科書刪去“文化大革命”一課，部分字眼有所修改，引發網民關注。人教社通過官方網站發文回應称，将改为单独专题重点讲述[8]。
- 中共中央总书记兼中央军委主席习近平在八一大楼向武警部队授旗，这是武警部队军旗的首次亮相[9]。

## 1月11日
- 中央外事工作委员会办公室主任杨洁篪在北京会见英国首相国家安全顾问塞德维尔[10]。
- 万豪國際在给中国会员发布的活动邮件中把港澳台及西藏列为“国家”被网上曝光后，被上海市黄浦区网信办和市场监管局约谈和立案调查[11]，被勒令关停整改其中文网站和中文版APP[12]。

## 1月15日
- 中华全国供销合作总社第六届理事会第五次全体会议召開。據悉5年来，中國恢复重建基层供销社超過1万家，总数超过3万家，乡镇覆盖率从2012年的26％提高到至時下的95％[13]。

## 1月16日
- 中华人民共和国国务院批覆广东省人民政府，批准粵省撤銷深圳經濟特區管理線[14]。

## 1月18日
- 中国共产党第十九届中央委员会第二次全体会议在北京开幕，会议讨论修改宪法[15]，决定将习近平新时代中国特色社会主义思想、中国共产党的领导和国家监察委员会写入宪法[16]。

## 1月22日
- 中华人民共和国外交部部长王毅出席中拉论坛第二届部长级会议并访问智利和乌拉圭，1月22日中拉论坛第二届部长级会议结束[17]，通过《圣地亚哥宣言》、《中国与拉美和加勒比国家合作（优先领域）共同行动计划（2019－2021）》和《“一带一路”特别声明》[18]。

## 1月23日
- 中共中央总书记、国家主席、中央军委主席、中央全面深化改革领导小组组长习近平主持召开中央全面深化改革领导小组第二次会议。李克强、张高丽、汪洋、王沪宁出席会议。会议审议通过了《中央有关部门贯彻实施党的十九大〈报告〉重要改革举措分工方案》、《中央全面深化改革领导小组2018年工作要点》、《中央全面深化改革领导小组2017年工作总结报告》[19]。

## 1月24日
- 梵蒂冈在主教任命问题上向北京让步，要求汕头教区主教庄建坚让位给官派主教黄炳章，闽东教区主教郭希锦“降格”为辅理主教或助理主教，屈居于官派主教詹斯禄，两国关系有望回暖[20]。
- 云南省昭通市鲁甸县文屏镇安閣村發生大規模警民衝突，上千民農民當晚聚集在魯甸縣政府外，要求對因征地糾紛引致的人員死亡問題給一個說法，期間有警員被包圍，有警车被砸[21][22][23]。
- 新华社电，中共中央、国务院近日发出通知，决定在全国开展扫黑除恶专项斗争[24]。

## 1月25日
- 中国人民政治协商会议第十三届全国委员会委员名单公布[25]。

## 1月26日
- 良渚遗址正式成为2019年世界文化遗产申报项目[26]。
- 中共中央将宪法修正案草案向全国人大常委会提议。

## 1月27日
- 因被国家网信办指违反国家有关互联网法律法规和管理要求，新浪微博热搜榜停更一周整改[27]。

## 1月28日
- 凌晨广西北海市一艘木制渔船突然起火，导致北海国际客运港航道堵塞，北海至涠洲岛航班延误。無傷亡報告。[28]

## 1月29日
- 空军南部战区一架载有12人的运-8GX4在贵州执行训练任务时意外坠毁，机上人员全部遇难。[29]

## 1月30日
- 全国两会开幕时间确定，政协于3月3日开幕，人大3月5日开幕。[30]

## 1月31日
- 中华人民共和国国务院总理李克强同到访的英国首相特雷莎·梅举行中英首脑年度会晤[31]。
- 全国大范围地区目睹到月全食[32]。